# Opacifrons elbergi
Opacifrons elbergi är en tvåvingeart som först beskrevs av Papp 1979.  Opacifrons elbergi ingår i släktet Opacifrons och familjen hoppflugor. Inga underarter finns listade i Catalogue of Life.